# جامع‌لی (امیرداغ)
جامع‌لی (به ترکی استانبولی: Camili) یک منطقهٔ مسکونی در ترکیه است که در امیرداغ واقع شده‌است.